# بطولة كاريوكا 1923
بطولة كاريوكا 1923 هو موسم من بطولة كاريوكا. كان عدد الأندية المشاركة فيه 16، وفاز فيه نادي فاسكو دا غاما.